# Aerodramus spodiopygius
Aerodramus spodiopygius е вид птица от семейство Бързолетови (Apodidae). Видът е незастрашен от изчезване.

## Разпространение
Разпространен е в Американска Самоа, Фиджи, Нова Каледония, Папуа-Нова Гвинея, Самоа, Соломоновите острови, Тонга и Вануату.